# Polo cinematográfico de Paulínia
O Polo Cinematográfico de Paulínia localizado no interior do Estado de São Paulo/Brasil, já contribuiu com a produção de 44 filmes nacionais e em coproduções internacionais, sendo 42 filmes com aporte público, ou seja, investimentos de editais lançados pela Prefeitura Municipal de Paulínia para a produção de filmes na cidade.

## Filmes produzidos no polo cinematográfico de Paulínia[1][2]
| Ano  | Filme                        | Diretor/a                      | Edital         | Produtora/o                            | Bilheteria Renda Bruta (R$) |
| ---- | ---------------------------- | ------------------------------ | -------------- | -------------------------------------- | --------------------------- |
| 2008 | Ensaio Sobre a Cegueira      | Fernando Meirelles             | Edital 07/09   | Fernando Meirelles                     | 796 676,00                  |
| 2009 | Budapeste                    | Walter Carvalho                | Edital 07/09   | Nexus Cinema e Vídeo Ltda              | 862 662,29                  |
| 2009 | Cabeça a Prêmio              | Marco Ricca                    | Edital 07/09   | Academia de Filmes                     | 91 965,12                   |
| 2009 | É Proibido Fumar             | Anna Muylaert                  | Edital 07/09   | Coração da Selva                       | 303 276,38                  |
| 2009 | Hotel Atlântico              | Suzana Amaral                  | Edital 07/09   | Planfilmes Ltda                        | 45 119,50                   |
| 2009 | Jean Charles                 | Henrique Goldman               | Edital 07/09   | Já Filmes                              | 292 471,00                  |
| 2009 | O Contador de Histórias      | Luiz Villaça                   | Edital 07/09   | Ramalho Filmes                         | 151 731,00                  |
| 2009 | O Menino da Porteira         | Jeremias Moreira Filho         | Edital 07/09   | Jere Moreira Ltda                      | 666 625,00                  |
| 2009 | Quanto Dura o Amor?          | Roberto Moreira                | Edital 07/09   | Coração da Selva                       | 66 927,53                   |
| 2009 | Salve Geral                  | Sergio Rezende                 | Edital 07/09   | Toscana Audiovisual                    | 316 077,00                  |
| 2010 | Chico Xavier                 | Daniel Filho                   | Edital 001/09  | Lereby Produções Ltda                  | 30 279 855,27               |
| 2010 | De Pernas Pro Ar             | Roberto Santucci               | Edital 001/09  | Morena Filmes Ltda                     | 31 033 778,76               |
| 2010 | Eu e Meu Guarda Chuva        | Toni Vanzolini                 | Edital 07/09   | Conspiração Filmes Entret. Ltda        | 718 315,00                  |
| 2010 | Topografia de um Desnudo     | Tereza Aguiar                  | Edital 07/09   | Tao Produções                          | 3 887,00                    |
| 2011 | Abandonados                  | Hank Levine                    | Edital 07/09   | Ginga Eleven                           | Não identificado            |
| 2011 | Bruna Surfistinha            | Marcus Baldini                 | Edital 001/09  | TVZERO Cinema Ltda                     | 9 965 570,51                |
| 2011 | Corações Sujos               | Vicente Amorim                 | Edital 001/09  | Radar Cinema e Televisão Ltda          | 452 177,72                  |
| 2011 | Estamos Juntos               | Toni Venturi                   | Edital 07/09   | Olhar Imaginário                       | 253 216,43                  |
| 2011 | Meu País                     | André Ristum                   | Edital 001/09  | Sombumbo Filmes Ltda                   | 449 522,50                  |
| 2011 | O Homem do Futuro            | Cláudio Torres                 | Edital 006/09  | Conspiração Filmes Entret. Ltda        | 11 551 776,00               |
| 2011 | O Palhaço                    | Selton Mello                   | Edital 001/09  | Bananeiras Filmes Ltda                 | 13 314 064,40               |
| 2011 | Onde Está a Felicidade?      | Carlos Alberto Ricelli         | Edital 006/09  | Pulsar Produções Art. e Culturais Ltda | 1 642 664,39                |
| 2011 | Trabalhar Cansa              | Juliana Rojas e Marco Dutra    | Edital 001/09  | Dezenove Som e Imagens Prod. Ltda      | 67 951,20                   |
| 2012 | Tudo que Aprendemos Juntos   | Sergio Machado                 | Edital 005/010 | Gullane Entretenimento S/A             | 295 170,00                  |
| 2012 | A Beira do Caminho           | Breno Silveira                 | Edital 001/09  | Conspiração Filmes Entret. Ltda        | 1 484 420,77                |
| 2012 | A Última Estação             | Márcio Curi                    | Edital 006/09  | Asacine Produções Ltda                 | 20 991,45                   |
| 2012 | As Doze Estrelas             | Luiz Alberto Pereira           | Edital 001/09  | Lapfilme Prod. Cinematográficas Ltda   | 32 011,56                   |
| 2012 | O Vendedor de Passados       | Lula Buarque de Hollanda       | Edital 005/010 | Conspiração Filmes Entret. Ltda        | 1 026 924,65                |
| 2012 | Totalmente Inocentes         | Rodrigo Bittencourt            | Edital 005/010 | Atitude Prod.e Empreend. Ltda – Me     | 5 372 762,07                |
| 2012 | Transeunte                   | Eryk Rocha                     | Edital 001/09  | Vídeo Filmes Prod. Artísticas Ltda     | 13 541,42                   |
| 2013 | A Busca                      | Luciano Moura                  | Edital 005/010 | O2 Cinema Ltda                         | 3 686 889,75                |
| 2013 | A Memória Que Me Contam      | Lúcia Murat                    | Edital 006/09  | Taiga Filmes e Vídeo Ltda              | 68 729,35                   |
| 2013 | Colegas                      | Marcelo Galvão                 | Edital 006/09  | Gata Cine Produções Ltda               | 1 721 553,23                |
| 2013 | Cores                        | Francisco Garcia               | Edital 005/010 | Kinoosfera Filmes Prod. Artistícas     | 21 844,60                   |
| 2013 | Entre Vales                  | Philipe Barcinski              | Edital 006/09  | Polo de Imagem Ltda                    | 32 834,93                   |
| 2013 | Faroeste Caboclo             | René Sampaio                   | Edital 005/010 | De Felippes Filmes e Produções Ltda    | 15 559 965,39               |
| 2013 | O Que Se Move                | Caetano Gotardo                | Edital 005/010 | Dezenove Som e Imagens Prod. Ltda      | 22 513,88                   |
| 2013 | Rio Cigano                   | Julia Zakia                    | Edital 006/09  | Cinematográfica Superfilmes Ltda       | 10 749,00                   |
| 2013 | Somos Tão Jovens             | Antonio Carlos da Fontoura     | Edital 005/010 | Canto Claro Prod. Artísticas Ltda – ME | 18 253 649,24               |
| 2013 | Uma História de Amor e Fúria | Luiz Bolognesi                 | Edital 07/09   | Gullane Entretenimento S/A             | 296 444,48                  |
| 2013 | Vai Que Dá Certo             | Mauricio Farias                | Edital 006/09  | Fraiha Produções de Ev. e Editora Ltda | 28 990 665,92               |
| 2014 | Confia em Mim                | Michel Tikhomiroff             | Edital 006/09  | RT2A Produções Cinematográficas Ltda   | 550 019,13                  |
| 2015 | Meu Amigo Hindu              | Héctor Babenco                 | Sem Aporte     | Héctor Babenco                         | 20 825                      |
| 2016 | Vai Que Dá Certo 2           | Mauricio Farias e Calvito Leal | Sem Aporte     | Fraiha Produções de Ev. e Editora Ltda | 9 546 473,09                |